# Сошниково (Ильинское сельское поселение)
Сошниково — опустевшая деревня в Кимрском районе Тверской области. Входит в состав Ильинского сельского поселения.

## География
Находится в юго-восточной части Тверской области на расстоянии приблизительно 20 км на север-северо-запад по прямой от районного центра города Кимры в левобережной части района.

## История
Известна была с 1628 года как деревня Митино Усадищи или Малое Сошниково, принадлежавашая двум владельцам. В 1780-х годах сельцо в 2 двора, в 1806 — 5 дворов. В 1859 году здесь (деревня Корчевского уезда Тверской губернии) было учтено 8 дворов, в 1887 — 19. Ныне имеет характер урочища.

## Население
Численность населения: 14 человек (1780-е годы), 36 (1806), 76 (1859 год), 98 (1887), 0 как в 2002 году, так и в 2010.